# Футболист года на Фарерских островах

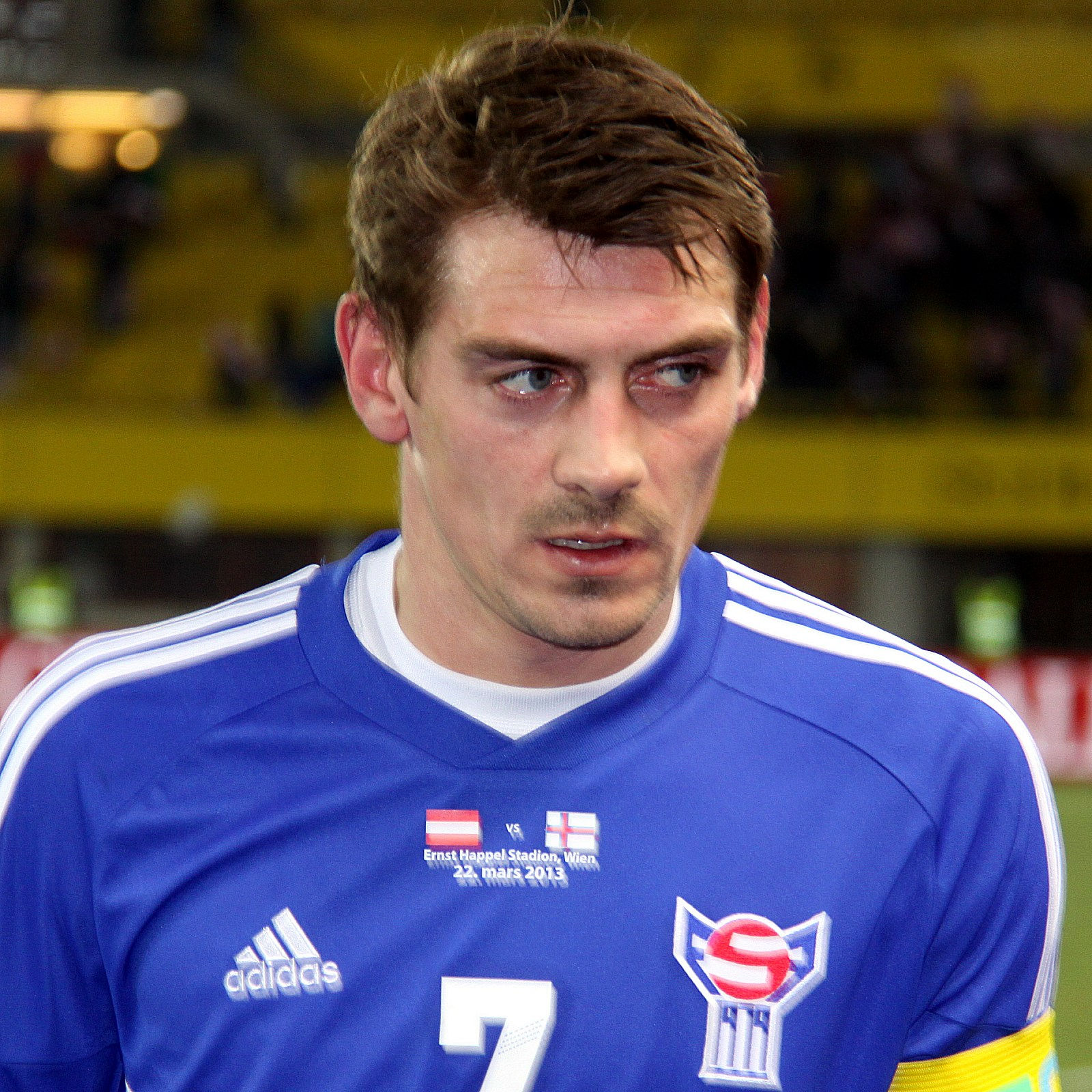
Фроуи Беньяминсен 4 раза признавался футболистом года на Фарерских островах.

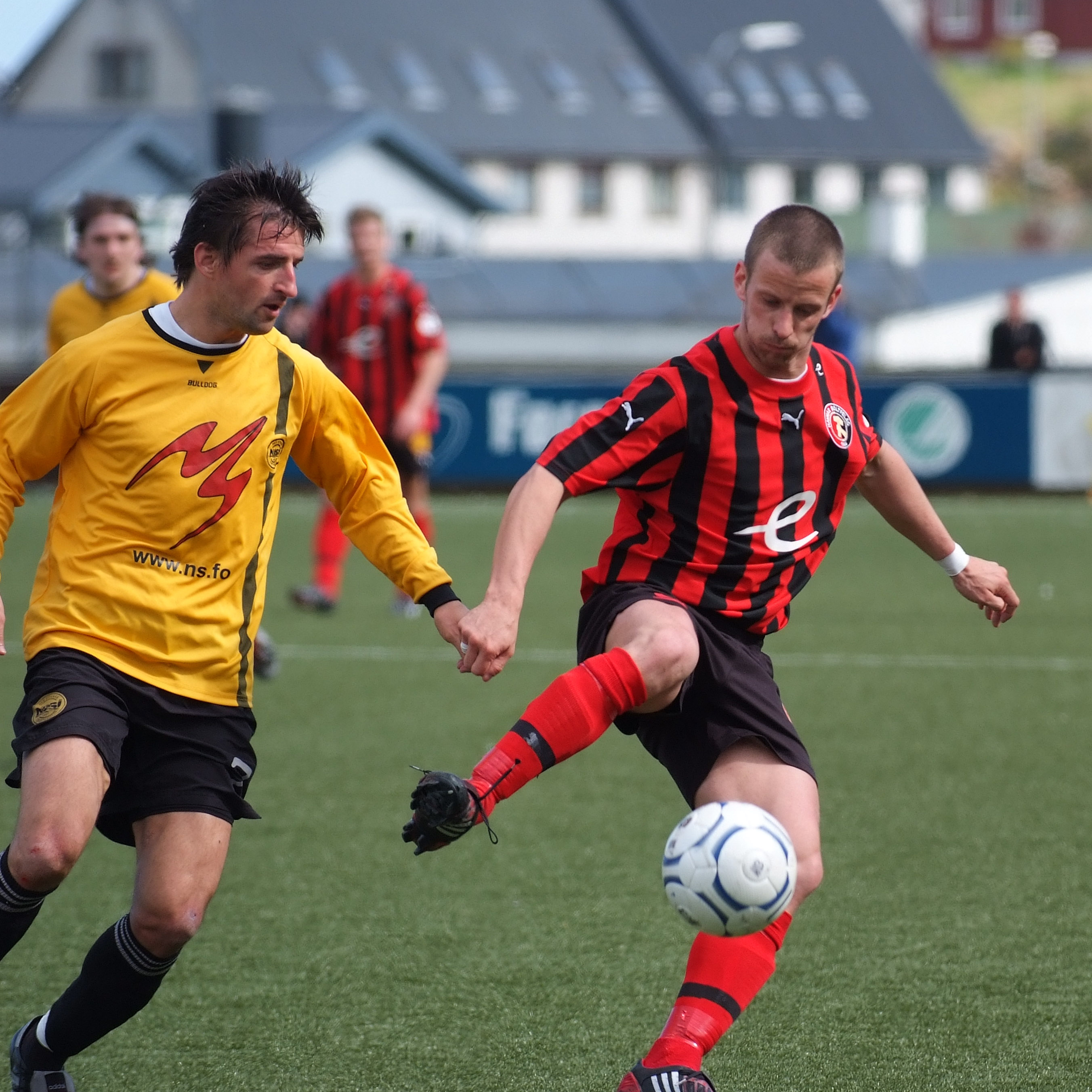
Якуп о Борг (справа) получил премию в 2006 году, а Ненад Станкович (слева) — в 2007.

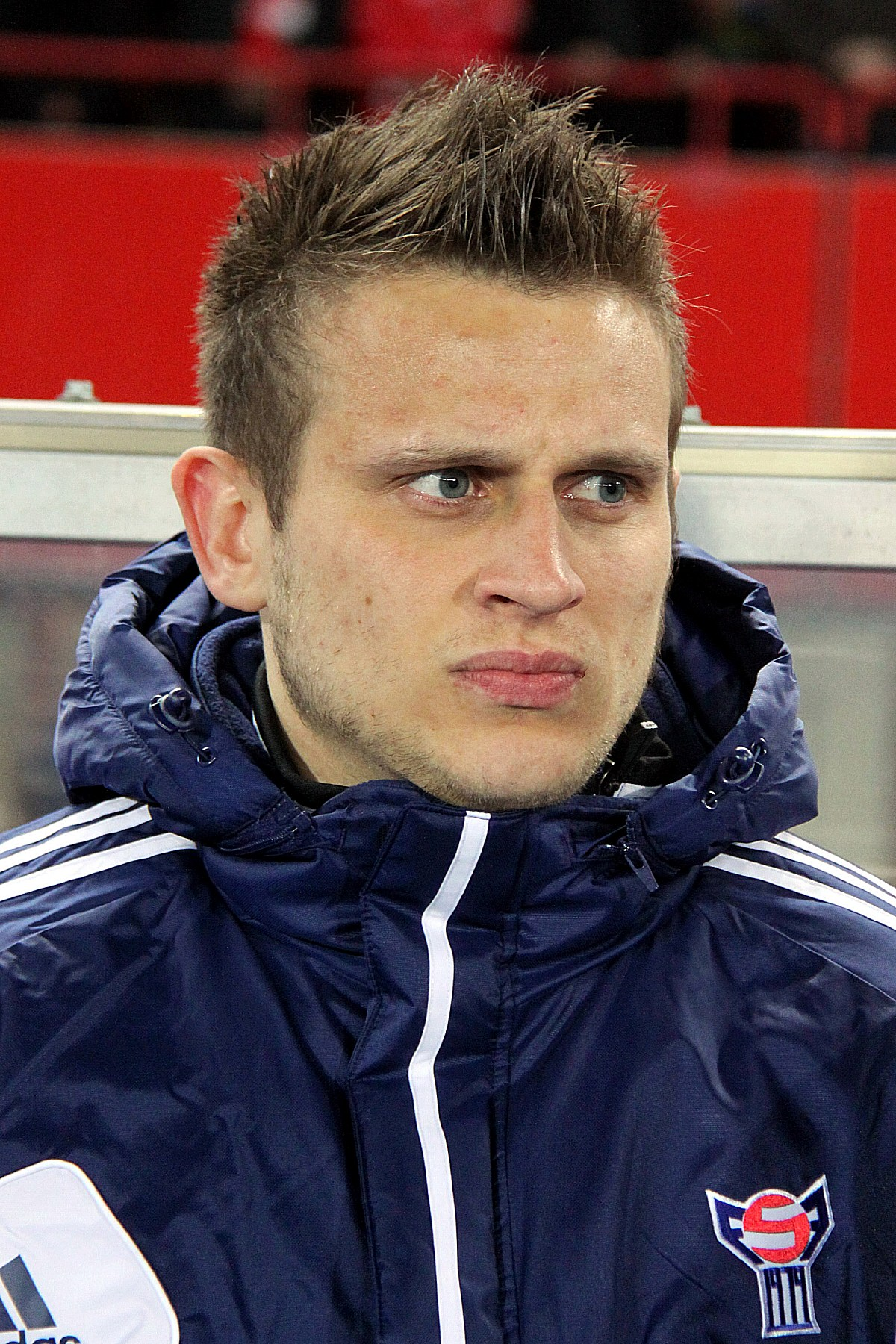
Арнбьёрн Хансен выиграл награду в 2008 году.

Футболист года на Фарерских островах (фар. Ársins leikari) — ежегодная награда, которая вручается газетой Sosialurin лучшему футболисту Фарерских островов. Премия была учреждена в 1995 году, а её первым обладателем стал нападающий клуба «ГИ» Йон Петерсен. Второе вручение награды состоялось в 1999 году, и с тех пор оно проводится по итогам каждого сезона. Рекордсменом по количеству полученных наград является Фроуи Беньяминсен, который признавался футболистом года четырежды (в 2001, 2009, 2010 и 2013 годах). В 2014 году при подсчёте голосов произошла путаница, из-за которой победителем был объявлен поляк Лукаш Чеслевич. После пересмотра результатов премию получил нигериец Адешина Лаваль.

## Победители
Абсолютным рекордсменом по числу наград является Фроуи Беньяминсен: он четырежды признавался футболистом года на Фарерских островах. Йон Петерсен, Лукаш Чеслевич и Сёльви Ватнамар получали премию дважды. Чаще других обладателями награды становились футболисты торсхавнского «ХБ» — 7 раз.
| Сезон | Игрок             | Клуб            |
| ----- | ----------------- | --------------- |
| 1995  | Йон Петерсен      | ГИ Гёта         |
| 1999  | Йон Петерсен      | Б36             |
| 2000  | Рюни Нольсё       | ХБ Торсхавн     |
| 2001  | Фроуи Беньяминсен | Б68             |
| 2002  | Андру ав Флётум   | ХБ Торсхавн     |
| 2003  | Поуль Торстейссон | Б36             |
| 2004  | Сюни Ольсен       | ГИ Гёта         |
| 2005  | Якуп Миккельсен   | Б36             |
| 2006  | Якуп о Борг       | ХБ Торсхавн     |
| 2007  | Ненад Станкович   | НСИ Рунавик     |
| 2008  | Арнбьёрн Хансен   | ЭБ/Стреймур     |
| 2009  | Фроуи Беньяминсен | ХБ Торсхавн     |
| 2010  | Фроуи Беньяминсен | ХБ Торсхавн     |
| 2011  | Лукаш Чеслевич    | Б36             |
| 2012  | Клайтон           | ИФ Фуглафьёрдур |
| 2013  | Фроуи Беньяминсен | ХБ Торсхавн     |
| 2014  | Адешина Лаваль    | Б36             |
| 2015  | Лукаш Чеслевич    | Б36             |
| 2016  | Сёльви Ватнамар   | Вуйчингур       |
| 2017  | Сёльви Ватнамар   | Вуйчингур       |
| 2018  | Адриан Юстинуссен | ХБ Торсхавн     |
| 2019  | Йоуанес Бьярталуй | КИ Клаксвик     |
| 2020  | Петур Кнудсен     | НСИ Рунавик     |